# Ридтаун (Висконсин)
Ридтаун (енгл. Readstown) град је у америчкој савезној држави Висконсин.

## Демографија
По попису из 2010. године број становника је 415, што је 20 (5,1%) становника више него 2000. године.
| Група             | 2000.        | 2010.       |
| Белци             | 395 (100,0%) | 396 (95,4%) |
| Афроамериканци    | 0 (0,0%)     | 6 (1,4%)    |
| Азијати           | 0 (0,0%)     | 4 (1,0%)    |
| Хиспаноамериканци | 0 (0,0%)     | 5 (1,2%)    |
| Укупно            | 395          | 415         |